# نيو بالتيمور
نيو بالتيمور (بالإنجليزية: New Baltimore, Michigan)‏ هي مدينة تقع في مقاطعة ماكومب (ميشيغان) بولاية ميشيغان في شمال شرق الولايات المتحدة. تأسست عام 1796، تبلغ مساحة هذه المدينة 17.43 (كم²)، وترتفع عن سطح البحر 178 م، بلغ عدد سكانها 12084 نسمة في عام 2010 حسب إحصاء مكتب تعداد الولايات المتحدة وتصل الكثافة السكانية فيها 1012.1 نسمة/كم2.

## التركيبة السكانية
قام مكتب تعداد الولايات المتحدة بتحديد بيانات التركيبة السكانية لنيو بالتيمورفي تعداد الولايات المتحدة. في ما يلي، التركيبة السكانية حسب تعدادي 2000 و2010.

### تعداد عام 2000
بلغ عدد سكان نيو بالتيمور 7,405 نسمة بحسب تعداد عام 2000، وبلغ عدد الأسر 2,942 أسرة وعدد العائلات 1,994 عائلة مقيمة في المدينة. في حين سجلت الكثافة السكانية 1,604.5 نسمة لكل ميل مربع (619.5/كم2). وبلغ عدد الوحدات السكنية 3,218 وحدة بمتوسط كثافة قدره 697.3 لكل ميل مربع (269.2/كم2).
وتوزع التركيب العرقي للمدينة بنسبة 96.89% من البيض و 0.36% من الأمريكيين الأصليين و 0.47% من الأمريكيين ذوي الأصول الآسيوية و 0.04% من سكان جزر المحيط الهادئ و 0.53% من الأمريكيين الأفارقة و 1.27% من عرقين مختلطين أو أكثر.
بلغ عدد الأسر 2,942 أسرة كانت نسبة 33.1% منها لديها أطفال تحت سن الثامنة عشر تعيش معهم، وبلغت نسبة الأزواج القاطنين مع بعضهم البعض 56.3% من أصل المجموع الكلي للأسر، ونسبة 8.2% من الأسر كان لديها معيلات من الإناث دون وجود شريك، وكانت نسبة 32.2% من غير العائلات. تألفت نسبة 27.4% من أصل جميع الأسر من أفراد ونسبة 10.4% كانوا يعيش معهم شخص وحيد يبلغ من العمر 65 عاماً فما فوق. وبلغ متوسط حجم الأسرة المعيشية 3.05، أما متوسط حجم العائلات فبلغ 2.48.
بلغ العمر الوسطي للسكان 36 عاماً. وكانت نسبة 25.4% من القاطنين تحت سن الثامنة عشر، وكانت نسبة 6.8% بين الثامنة عشر والأربعة وعشرون عاماً، ونسبة 34.3% كانت واقعةً في الفئة العمرية ما بين الخامسة والعشرون حتى والأربعة وأربعون عاماً، ونسبة 23.7% كانت ما بين الخامسة والأربعون حتى الرابعة والستون، ونسبة 9.7% كانت ضمن فئة الخامسة والستون عاماً فما فوق. يوجد لكل 100 أنثى 94.6 ذكر، ويوجد لكل 100 أنثى في الثامنة عشر من عمرها فما فوق 92.7 ذكر.
وكان متوسط دخل الذكور 49,648 دولار مقابل 33,083 دولار للإناث. وسجل دخل الفرد الخاص بالمدينة 26,921 دولار. وكانت نسبة 1.0% من العائلات ونسبة 3.5% من السكان تحت خط الفقر، وكان من هؤلاء نسبة 1.3% تحت سن الثامنة عشر ونسبة 8.0% في الخامسة والستين من العمر وما فوق.

### تعداد عام 2010
بلغ عدد سكان نيو بالتيمور 12,084 نسمة بحسب تعداد عام 2010، وبلغ عدد الأسر 4,434 أسرة وعدد العائلات 3,187 عائلة مقيمة في المدينة. في حين سجلت الكثافة السكانية 2,621.3 نسمة لكل ميل مربع (1,012.1/كم2). وبلغ عدد الوحدات السكنية 4,740 وحدة بمتوسط كثافة قدره 1,028.2 لكل ميل مربع (397.0/كم2).
وتوزع التركيب العرقي للمدينة بنسبة 94.4% من البيض و 0.4% من الأمريكيين الأصليين و 0.9% من الأمريكيين ذوي الأصول الآسيوية و 2.7% من الأمريكيين الأفارقة و 1.4% من عرقين مختلطين أو أكثر.
بلغ عدد الأسر 4,434 أسرة كانت نسبة 41.3% منها لديها أطفال تحت سن الثامنة عشر تعيش معهم، وبلغت نسبة الأزواج القاطنين مع بعضهم البعض 60.0% من أصل المجموع الكلي للأسر، ونسبة 8.2% من الأسر كان لديها معيلات من الإناث دون وجود شريك، بينما كانت نسبة 3.6% من الأسر لديها معيلون من الذكور دون وجود شريكة وكانت نسبة 28.1% من غير العائلات. تألفت نسبة 23.3% من أصل جميع الأسر من أفراد ونسبة 9.1% كانوا يعيش معهم شخص وحيد يبلغ من العمر 65 عاماً فما فوق. وبلغ متوسط حجم الأسرة المعيشية 3.25، أما متوسط حجم العائلات فبلغ 2.72.
بلغ العمر الوسطي للسكان 37.1 عاماً. وكانت نسبة 28.8% من القاطنين تحت سن الثامنة عشر، وكانت نسبة 6.6% بين الثامنة عشر والأربعة وعشرون عاماً، ونسبة 29.6% كانت واقعةً في الفئة العمرية ما بين الخامسة والعشرون حتى والأربعة وأربعون عاماً، ونسبة 25.1% كانت ما بين الخامسة والأربعون حتى الرابعة والستون، ونسبة 9.8% كانت ضمن فئة الخامسة والستون عاماً فما فوق. وتوزع التركيب الجنسي للسكان بنسبة 48.9% ذكور و51.1% إناث.

## وصلات خارجية
- http://www.cityofnewbaltimore.com
- The US50 - Cities and Towns in Michigan State